# Кларк, Дэвид (гребец)
Дэвид Роберт Кларк (англ. David Robert Clark; род. 17 ноября 1959, Сент-Луис, Миссури) — американский гребец, выступавший за сборную США по академической гребле в первой половине 1980-х годов. Серебряный призёр летних Олимпийских игр в Лос-Анджелесе, обладатель бронзовой медали чемпионата мира, победитель и призёр многих регат национального значения.

## Биография
Дэвид Кларк родился 17 ноября 1959 года в городе Сент-Луис, штат Миссури.
Занимался академической греблей во время учёбы в Корнеллском университете, состоял в местной гребной команде, неоднократно принимал участие в различных студенческих соревнованиях, в частности дважды в 1981 и 1982 годах выигрывал титул чемпиона Межуниверситетской гребной ассоциации, выступал на Королевской регате Хенли.
Первого серьёзного успеха в гребле на взрослом международном уровне добился в сезоне 1981 года, когда вошёл в основной состав американской национальной сборной и побывал на чемпионате мира в Мюнхене, откуда привёз награду бронзового достоинства, выигранную в зачёте распашных рулевых восьмёрок.
В 1983 году в восьмёрках стартовал на мировом первенстве в Дуйсбурге, на сей раз сумел квалифицироваться лишь в утешительный финал B и расположился в итоговом протоколе соревнований на седьмой строке.
Благодаря череде удачных выступлений удостоился права защищать честь страны на домашних летних Олимпийских играх 1984 года в Лос-Анджелесе — в программе безрульных четвёрок финишировал в главном финале вторым, пропустив вперёд только экипаж из Новой Зеландии, и тем самым завоевал серебряную олимпийскую медаль.
После лос-анджелесской Олимпиады Кларк больше не показывал сколько-нибудь значимых результатов в академической гребле на международной арене.